# Microteaceae
Microteaceae es una familia monotípica de plantas fanerógamas perteneciente al orden Caryophyllales de acuerdo al sistema APG IV. Su único género comprende 25 especies descritas y de estas, solo 10 aceptadas.

## Taxonomía
El género fue descrito por Nicholas Edward Brown y publicado en Nova Genera et Species Plantarum seu Prodromus 4, 53. 1788. La especie tipo es: Microtea debilis 

## Especies aceptadas
A continuación se brinda un listado de las especies del género Microtea aceptadas hasta abril de 2022, ordenadas alfabéticamente. Para cada una se indica el nombre binomial seguido del autor, abreviado según las convenciones y usos.
- Microtea bahiensis Marchior. & J.C.Siqueira
- Microtea celosioides (Spreng.) Moq. ex Sennikov & Sukhor.
- Microtea debilis Sw.
- Microtea glochidiata Moq.
- Microtea maypurensis (Kunth) G.Don
- Microtea papillosa Marchior. & J.C.Siqueira
- Microtea portoricensis Urb.
- Microtea scabrida Urb.
- Microtea sulcicaulis Chodat